# 温秀山
温秀山（1922年11月—1999年11月），男，河北武安人，中华人民共和国政治人物，建国后，历任晋江县县长，中共晋江地委农村工作部副部长，福清、福安县委书记，宁德地委书记，宁德专署专员，中共福建省委常委，福建省农业委员会主任，福建省第六、七届人大常委会副主任。。